# TVP Sport
TVP Sport – polska stacja telewizyjna o charakterze sportowym, należąca do Telewizji Polskiej S.A., nadająca od 18 listopada 2006 roku (od 12 stycznia 2014 roku w systemie wysokiej rozdzielczości).
Redakcja powstała z połączenia redakcji sportowych TVP1 oraz TVP2.
W momencie założenia kanału był to pierwszy komercyjny i kodowany kanał w historii polskiej telewizji publicznej. Od 7 czerwca 2018 roku kanał dostępny jest bezpłatnie – w naziemnej telewizji cyfrowej (MUX3), a 22 grudnia 2018 roku na MUX8 pojawiła się kopia kanału w jakości HD. Od 23 października 2019 roku stacja jest dostępna wyłącznie na MUX3, w jakości HD. Od 1 czerwca 2023 roku sygnał stacji został udostępniony i można oglądać bezpłatnie w serwisie internetowym i aplikacji TVP VOD.

## Historia

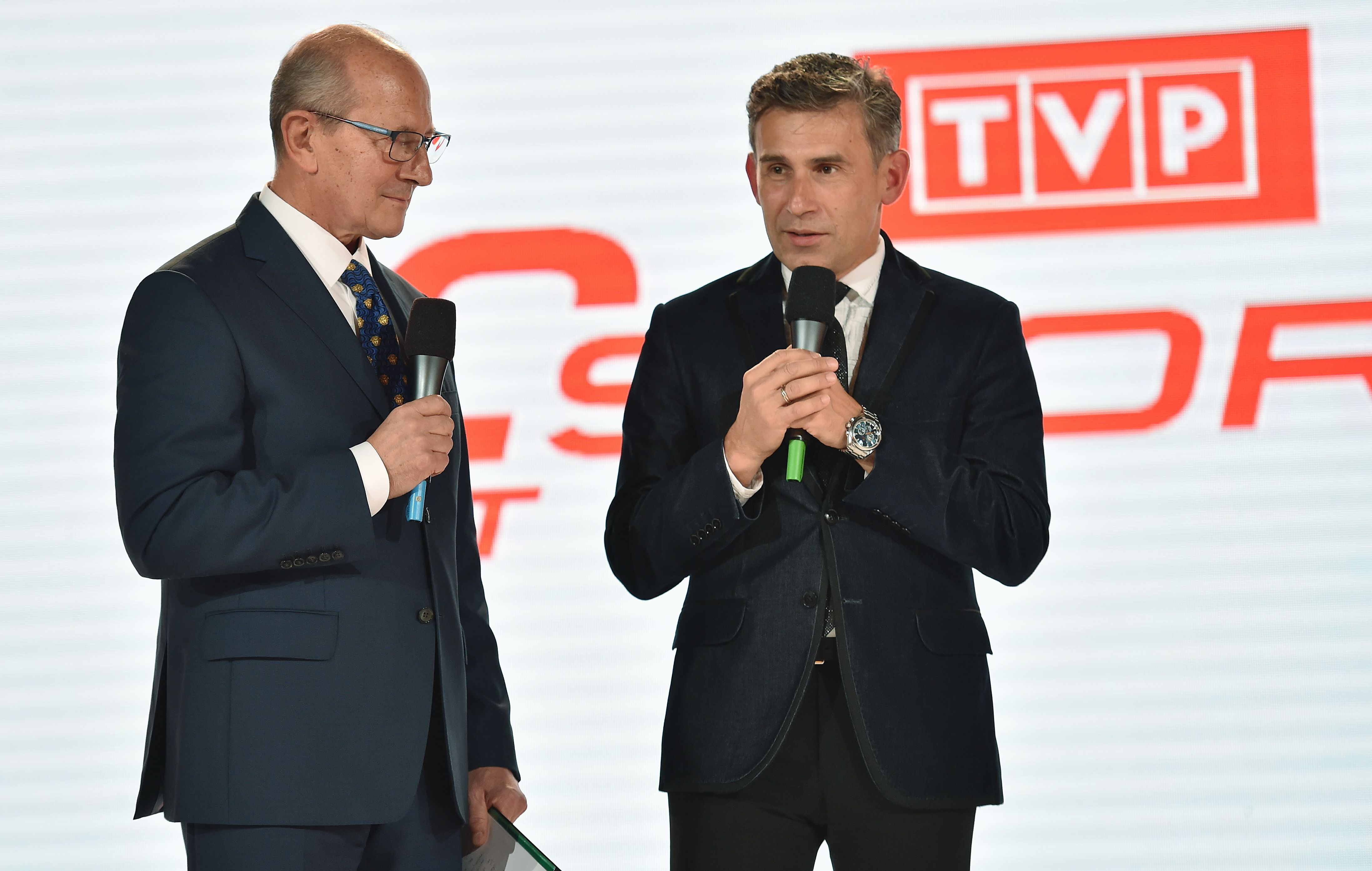
Robert Korzeniowski (z prawej) i Włodzimierz Szaranowicz – odpowiednio pierwszy i drugi dyrektor TVP Sport

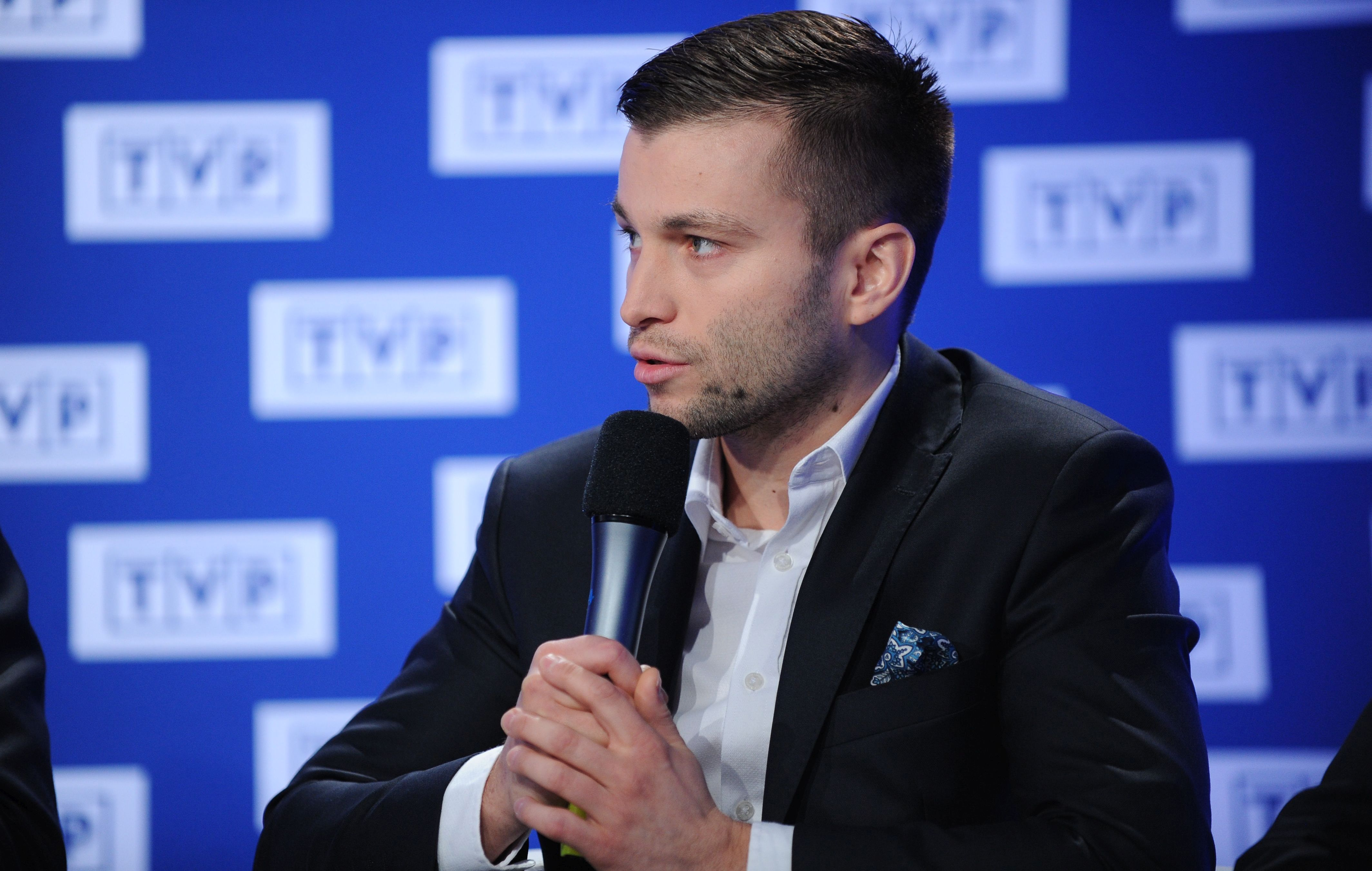
Marek Szkolnikowski – trzeci dyrektor stacji

Koncepcja utworzenia kanału o profilu sportowym w polskiej telewizji publicznej narodziła się w grudniu 2004 roku, w momencie pojawienia się w niej Roberta Korzeniowskiego i powierzenia mu stanowiska kierownika redakcji audycji sportowych oraz przewodniczącego kolegium sportowego. 26 grudnia 2005 roku Zarząd TVP S.A. przyjął projekt kanału, zaś 29 grudnia 2005 roku zatwierdziła go rada nadzorcza TVP S.A. Pierwotnie jego start planowano na wrzesień lub październik 2006 r., jednak z różnych przyczyn termin ten przesuwano.
14 czerwca 2006 roku stacja uzyskała od Krajowej Rady Radiofonii i Telewizji koncesję na nadawanie programu na terenie całej Polski, toteż w sierpniu 2006 roku skompletowano ostateczny skład zespołu redakcyjnego, a także rozpoczęto tworzenie ramówki oraz pierwszych programów (w tym czasie dyrektorem i redaktorem naczelnym TVP Sport został Robert Korzeniowski). Jej oficjalna prezentacja odbyła się 23 października 2006 roku na specjalnym wieczorze promocyjnym, zorganizowanym przy okazji Międzynarodowej Konferencji Polskiej Izby Komunikacji Elektronicznej w Zakopanem, zaś 15 listopada 2006 roku uroczystego otwarcia kanału dokonał Prezes Zarządu TVP S.A. Bronisław Wildstein, podczas konferencji prasowej w siedzibie stacji. Faktycznie rozpoczęła ona nadawanie 18 listopada 2006 roku o godzinie 16:00, magazynem Jacy jesteśmy. Pierwszą transmisją był natomiast półfinał warszawskiego ITTF Pro Tour Polish Open w tenisie stołowym.
6 listopada 2009 roku Robert Korzeniowski złożył rezygnację z pełnienia funkcji dyrektora kanału. 12 listopada 2009 roku na stanowisku zastąpił go Włodzimierz Szaranowicz.
1 stycznia 2010 roku stacja zmieniła oprawę graficzną i logo (lekko zmodyfikowane, w stosunku do poprzedniego) i rozpoczęła nadawanie w formacie 16:9. Zmianie uległy także oprawy graficzne programów informacyjnych Sportowy Wieczór i Sportowa Niedziela.
2 września 2012 roku poinformowano, że TVP nie będzie transmitować meczów polskiej reprezentacji piłkarskiej, gdyż nie doszło do porozumienia z firmą SportFive, która sprzedaje prawa transmisyjne z ramienia PZPN. Pierwsze mecze eliminacyjne do Mistrzostw Świata 2014, które Polska rozegrała z Czarnogórą i Mołdawią można było zobaczyć w usłudze pay per-wiew na wybranych platformach cyfrowych oraz w sieciach kablowych. Wcześniej i później od momentu powstania TVP Sport zawsze transmitowała mecze polskiej drużyny piłkarskiej.
1 stycznia 2013 roku TVP Sport jako pierwszy kanał polskiej telewizji publicznej podczas bloków reklamowych wprowadził timer, który odmierza czas do zakończenia się emisji spotów reklamowych (wcześniej timera używało tylko część polskich stacji komercyjnych). Obecnie nie jest on nadawany.
12 stycznia 2014 roku wystartował TVP Sport HD. Jest to czwarty kanał TVP w jakości HDTV. Tego samego dnia TVP Sport zmieniło ponownie logo i oprawę graficzną.
3 stycznia 2015 roku nastąpiły zmiany w programach informacyjnych stacji. Pojawiły się nowe programy Echa Stadionów (emitowany w poniedziałek) i Sportowa Sobota. Tego dnia programy informacyjne zyskały nową oprawę graficzną. Sportowy wieczór jest obecnie emitowany siedem razy w tygodniu (od poniedziałku do niedzieli).
6 kwietnia 2017 roku TVP Sport w wersji SD przestał być nadawany na satelicie Hot Bird (13⁰E). Z końcem maja tego samego roku Włodzimierz Szaranowicz zrezygnował ze stanowiska dyrektora stacji. Nowym szefem kanału został Marek Szkolnikowski.
Od 7 czerwca 2018 do 23 października 2019 roku kanał jest dostępny w standardowej rozdzielczości w DVB-T MUX-3. Od 22 grudnia 2018 roku kanał jest dostępny również w wersji HD w DVB-T MUX-8.
Od 23 października 2019 roku kanał jest dostępny w wersji HD w DVB-T MUX-3.
1 czerwca 2023 roku sygnał stacji został udostępniony i można oglądać bezpłatnie w serwisie internetowym i aplikacji TVP VOD. 2 sierpnia ówczesny dyrektor TVP Sport, Marek Szkolnikowski zrezygnował ze stanowiska. Jego następcą został Krzysztof Zieliński. Natomiast w grudniu 2023 dyrektorem TVP Sport został Jakub Kwiatkowski, były rzecznik PZPN.

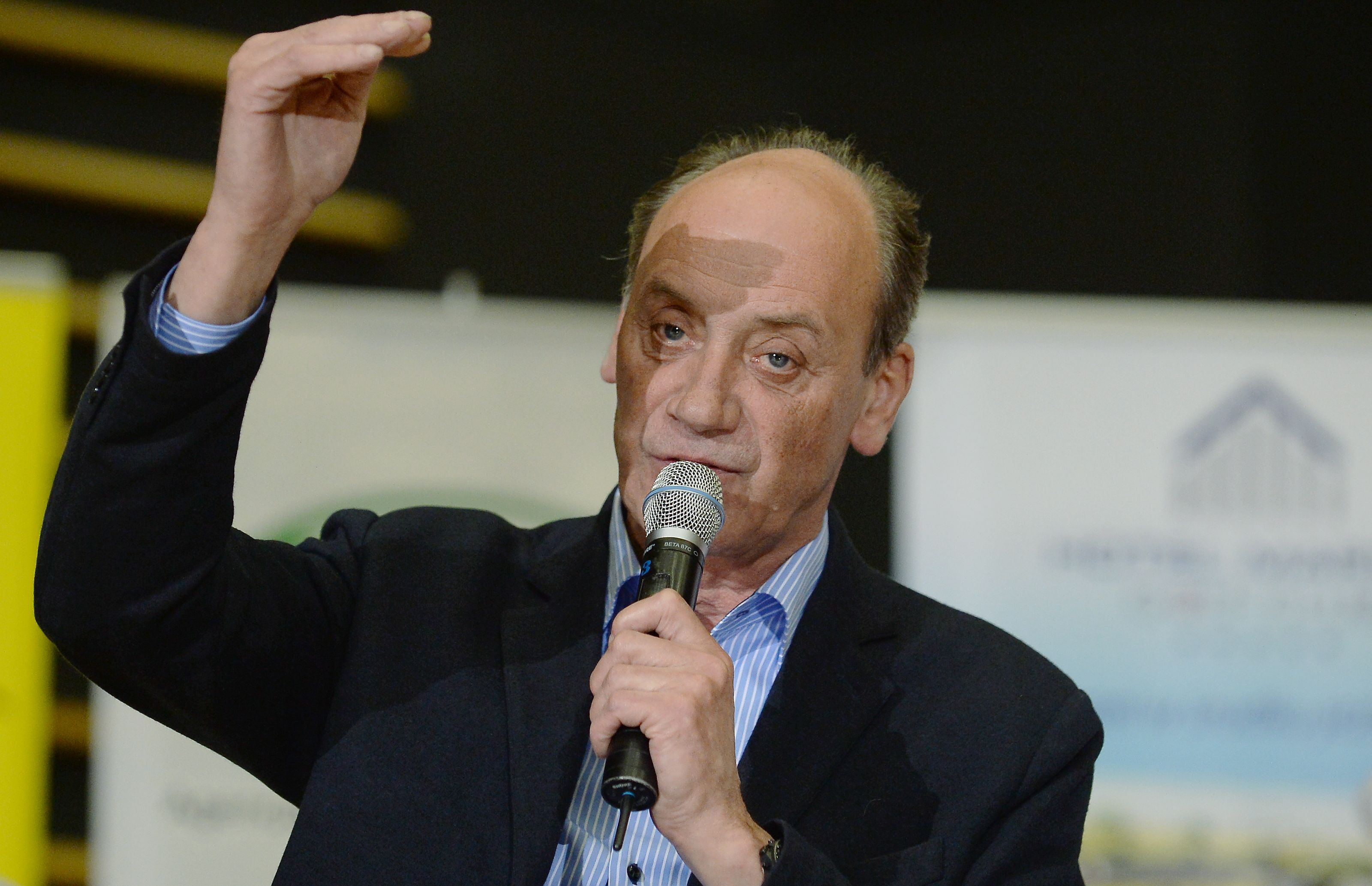
Dariusz Szpakowski

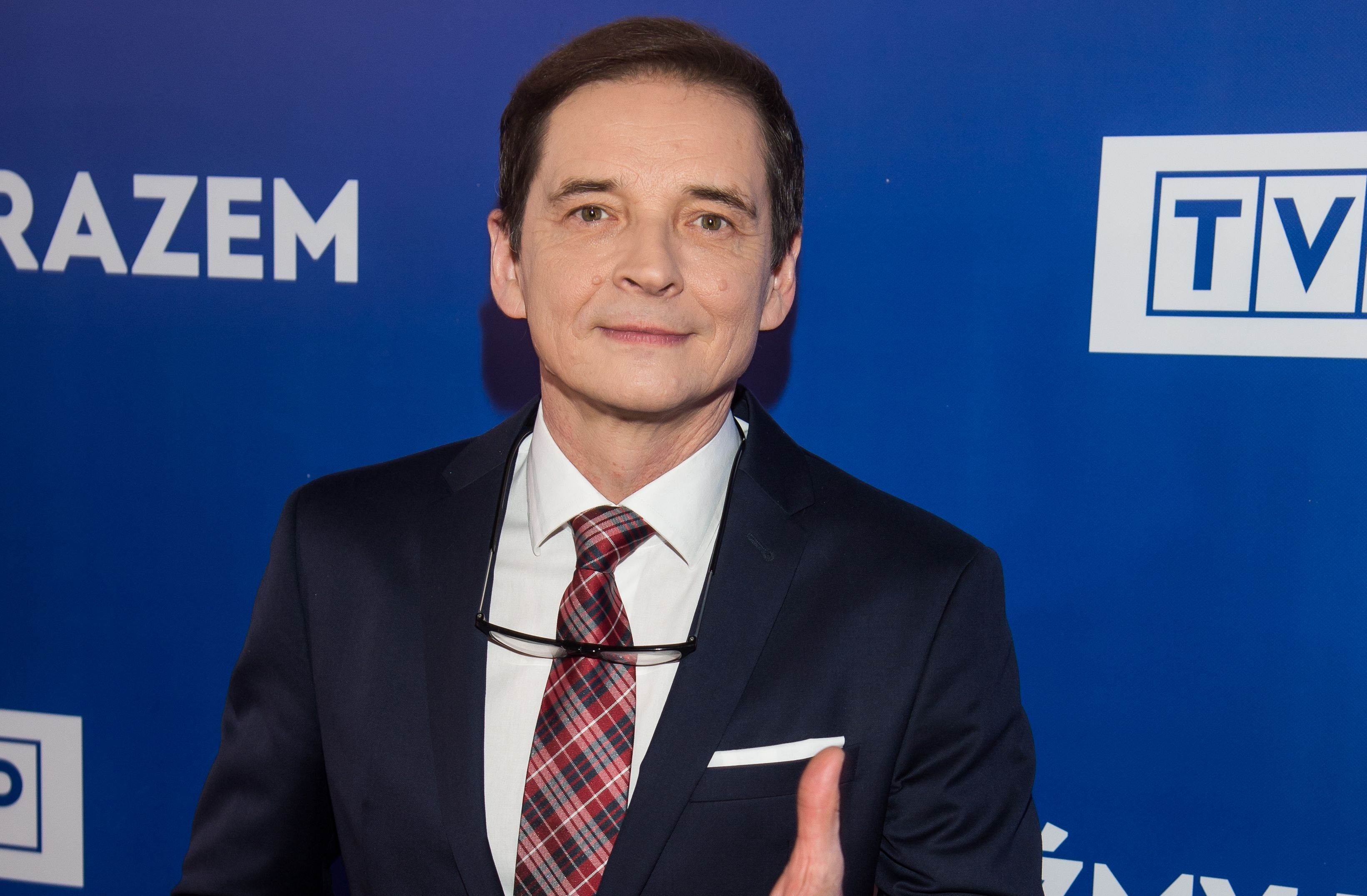
Przemysław Babiarz

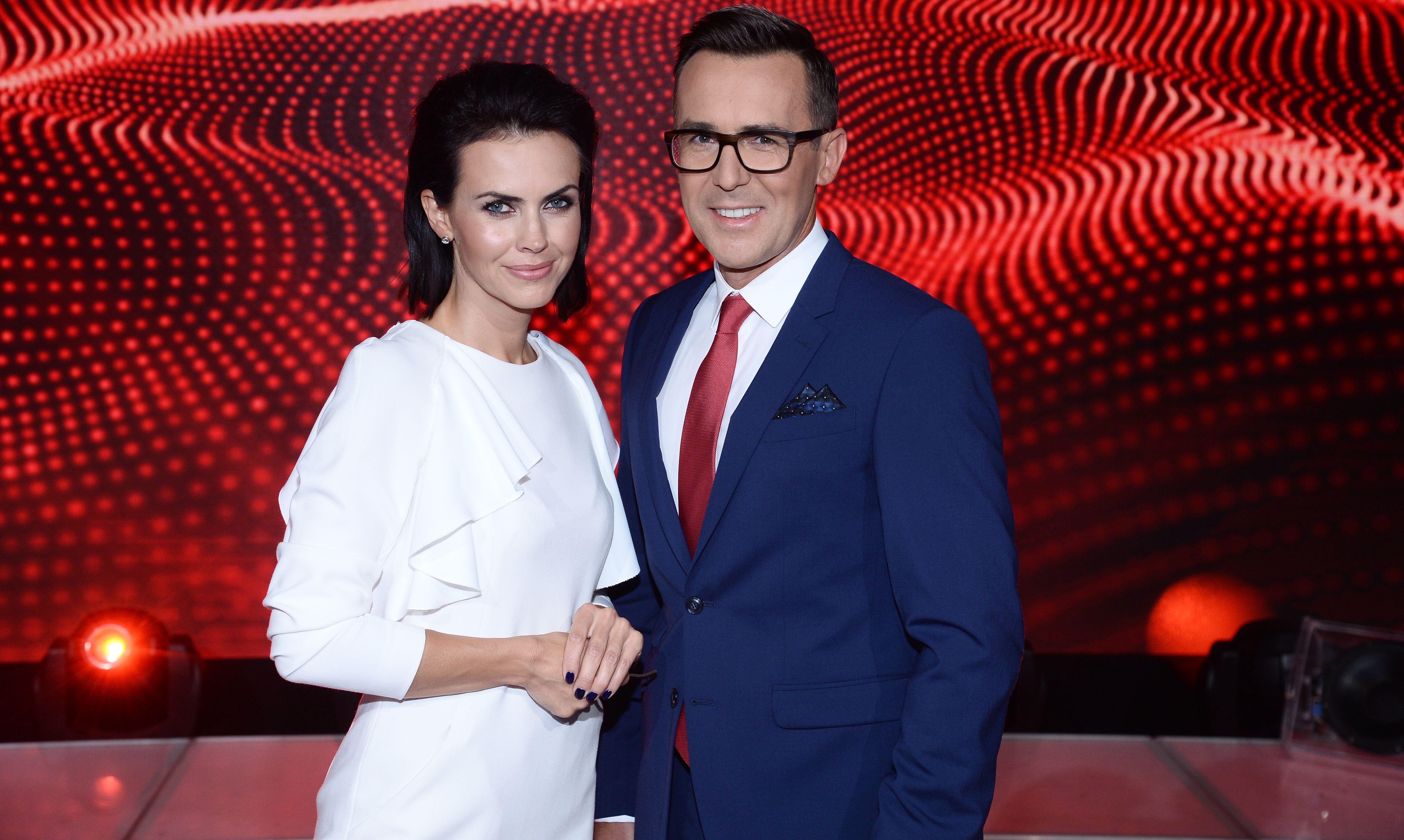
Sylwia Dekiert i Maciej Kurzajewski

## Ludzie TVP Sport

### Komentatorzy i dziennikarze
- Przemysław Babiarz – komentator (lekkoatletyka, skoki narciarskie, pływanie, łyżwiarstwo figurowe)
- Paulina Chylewska – prezenterka i reporterka[17]
- Sylwia Dekiert – prezenterka i reporterka
- Piotr Dębowski – komentator (siatkówka, łyżwiarstwo szybkie, piłka ręczna, short track, tenis stołowy)
- Robert El Gendy – prezenter i reporter[18]
- Maciej Iwański – komentator (piłka nożna, piłka ręczna, Formuła 1)
- Sara Kalisz - reporterka (siatkówka, siatkówka plażowa)
- Jacek Kurowski – prezenter i reporter piłkarski
- Jacek Laskowski – komentator (piłka nożna, siatkówka, piłka ręczna, hokej na lodzie, siatkówka plażowa)
- Marcin Rams – prezenter i reporter
- Maja Strzelczyk – prezenterka i reporterka
- Mateusz Borek – prezenter, reporter i komentator (piłka nożna)
- Kacper Tomczyk – prezenter i reporter
- Patryk Ganiek – prezenter i reporter
- Michał Zawacki – komentator (piłka nożna, piłka ręczna)
- Piotr Sobczyński – komentator (koszykówka, łyżwiarstwo figurowe, kolarstwo, biathlon, hokej na trawie)
- Dariusz Szpakowski – komentator (piłka nożna, hokej na lodzie, wioślarstwo, kajakarstwo, kajakarstwo górskie)
- Michał Chmielewski – prezenter, reporter i komentator (lekkoatletyka, skoki narciarskie)
- Mateusz Leleń – komentator, ekspert i reporter (skoki narciarskie)
- Piotr Meissner – komentator (kombinacja norweska, biegi narciarskie)
- Jarosław Idzi – komentator (biegi narciarskie, jeździectwo, lekkoatletyka, pływanie, pięciobój nowoczesny, szermierka)
- Stanisław Snopek – komentator (skoki narciarskie, kombinacja norweska, hokej na lodzie)
- Szymon Borczuch – prezenter, reporter i komentator (lekkoatletyka, pływanie, piłka nożna)
- Aleksander Dzięciołowski - prezenter i reporter (lekkoatletyka, łyżwiarstwo szybkie)
- Piotr Jagiełło – komentator (boks)
- Jarosław Marendziak – komentator (gimnastyka artystyczna, kajakarstwo górskie, wioślarstwo, siatkówka plażowa, strzelectwo, żeglarstwo, curling, narciarstwo alpejskie)
- Sławomir Kwiatkowski – komentator (kolarstwo, bobsleje, curling, saneczkarstwo, skeleton, podnoszenie ciężarów, piłka nożna, Formuła 1, kajakarstwo górskie)
- Tomasz Jasina - komentator (piłka nożna, piłka ręczna, jeździectwo)
- Michał Regulski – komentator (tenis)
- Marek Rudziński – komentator (skoki narciarskie, biegi narciarskie, lekkoatletyka)[19]

- Mariusz Jankowski - prezenter i komentator (piłka nożna, piłka ręczna, wspinaczka sportowa)
- Jakub Kazula – komentator (rugby, futbol amerykański, zapasy)
- Rafał Darżynkiewicz – komentator (koszykówka, żużel)
- Janusz Pindera - komentator i ekspert (boks)
- Ryszard Łabędź – komentator (koszykówka, szermierka, taekwondo)
- Otylia Jędrzejczak – komentatorka (pływanie)
- Luiza Złotkowska – komentatorka (łyżwiarstwo szybkie)
- Aleksander Roj - reporter i komentator (piłka nożna)
- Maciej Piotrowski - komentator (piłka nożna, lekkoatletyka, siatkówka plażowa, skoki narciarskie)

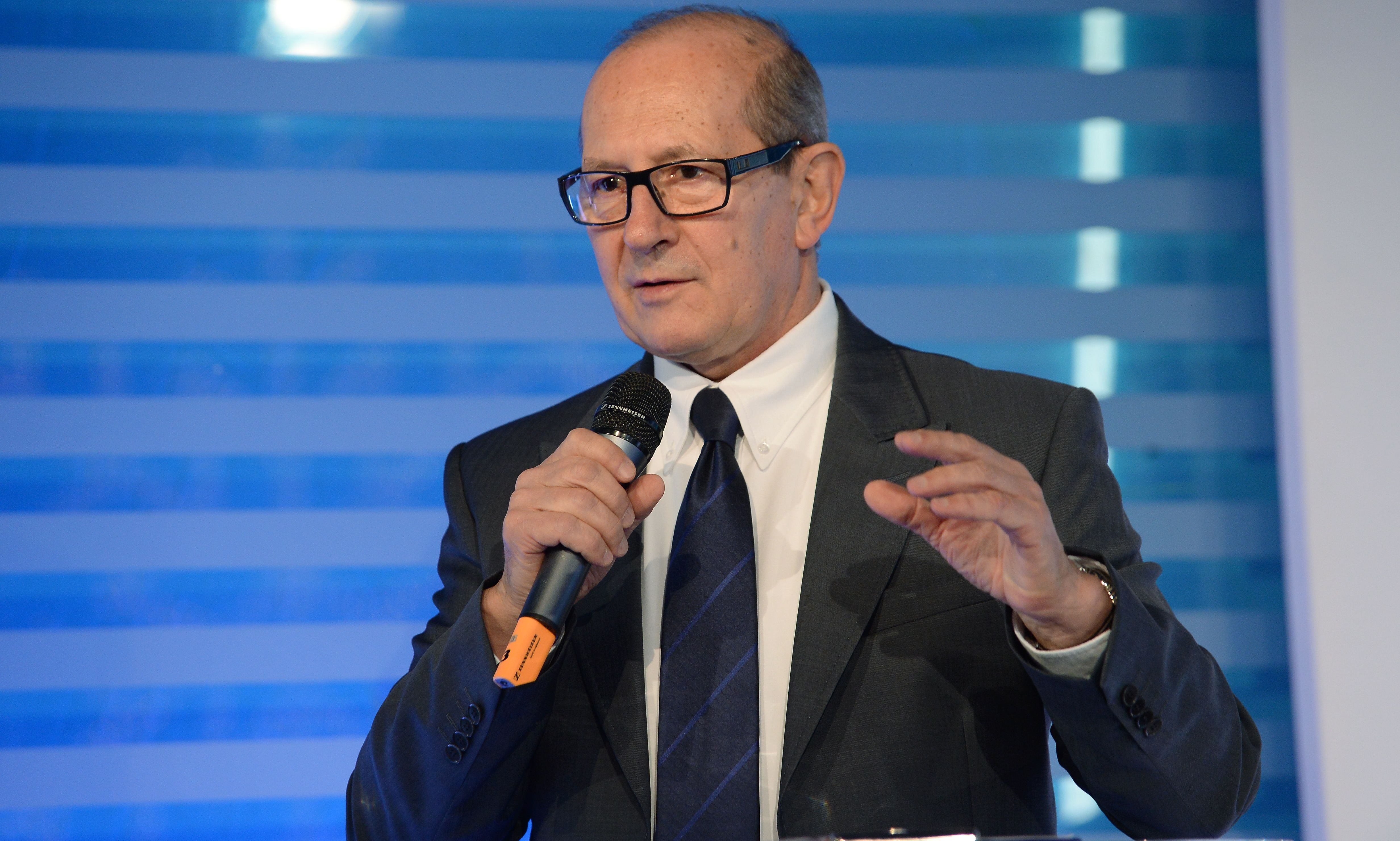
Włodzimierz Szaranowicz

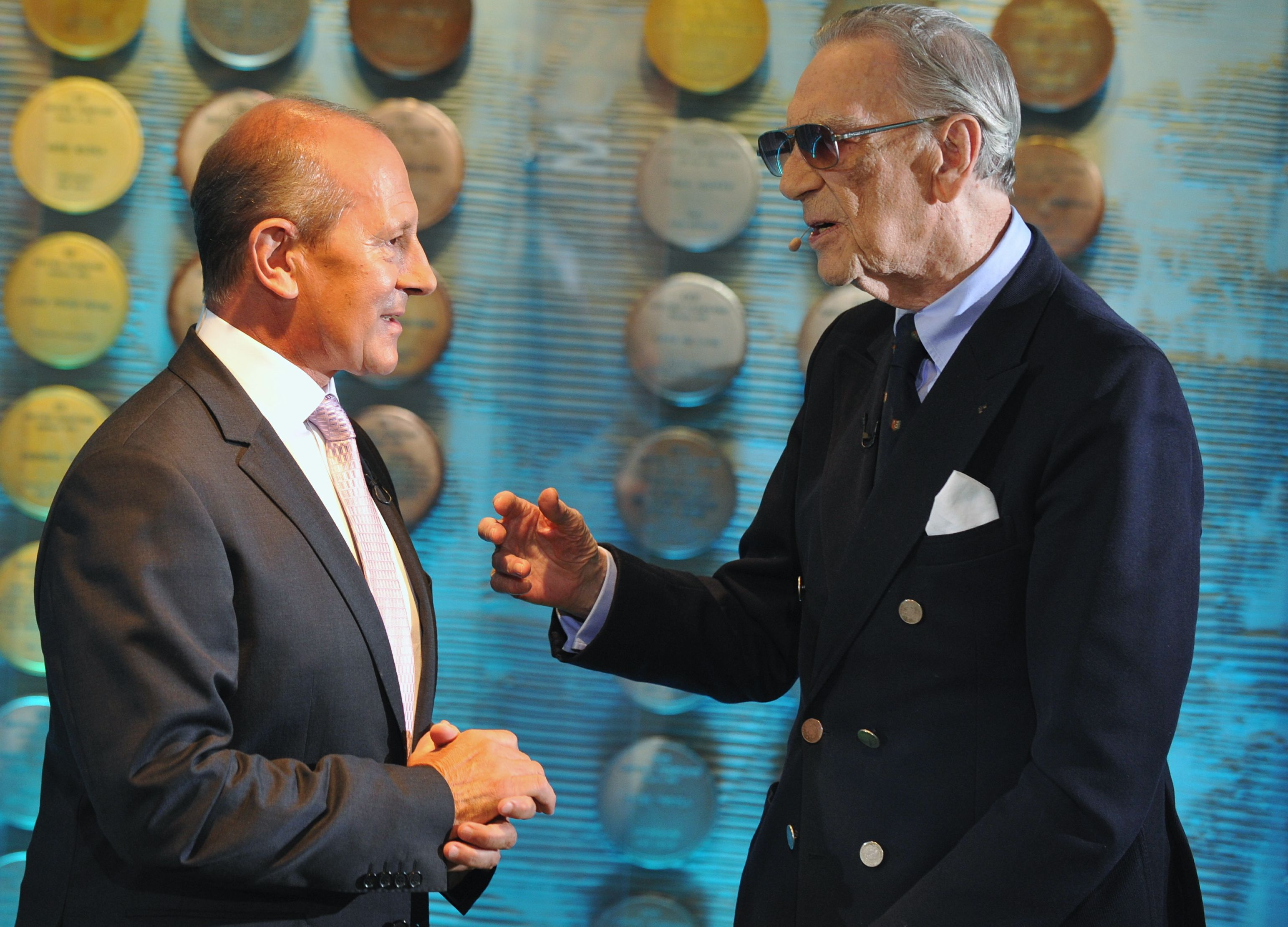
Bohdan Tomaszewski (z prawej) i Włodzimierz Szaranowicz

### Dawni komentatorzy i dziennikarze
- Włodzimierz Szaranowicz (1977–2019) – komentator i prezenter (boks, kolarstwo, lekkoatletyka, skoki narciarskie, pływanie, siatkówka, piłka ręczna, koszykówka, biegi narciarskie)
- Jacek Jońca (1993–2024) – komentator (tenis, piłka nożna)[20]
- Sebastian Szczęsny (2007–2021) – komentator, prezenter i reporter (kolarstwo, boks, skoki narciarskie, podnoszenie ciężarów, narciarstwo alpejskie)
- Maciej Kurzajewski (1993–1997; 2001–2024) – prezenter i reporter[21]
- Rafał Patyra (2006–2023) – prezenter i reporter[22]
- Maciej Jabłoński (2006–2023) – prezenter, reporter i lektor kanału[23]

### Kierownictwo stacji
- Jakub Kwiatkowski – dyrektor TVP Sport
- Jarosław Idzi – zastępca dyrektora TVP Sport
- Marcin Karda – sekretarz programowy
- Stanisław Snopek – sekretarz programowy

Poprzedni dyrektorzy:
- Robert Korzeniowski (2006–2009)
- Włodzimierz Szaranowicz (2009–2017)
- Marek Szkolnikowski (2017–2023)
- Krzysztof Zieliński (2023)

## Oferta programowa

### Najważniejsze prawa transmisyjne
Letnie igrzyska olimpijskie, Zimowe igrzyska olimpijskie, Mistrzostwa świata w piłce nożnej, Mistrzostwa Europy w piłce nożnej, Lekkoatletyczne mistrzostwa świata, Lekkoatletyczne mistrzostwa Europy, Liga Mistrzów UEFA, Liga Europy UEFA, Liga Konferencji Europy UEFA, PKO BP Ekstraklasa, PGNiG Superliga kobiet, PGNiG Superliga mężczyzn, Rugby Ekstraliga, PHL, Tour de Pologne, NHL, Igrzyska paraolimpijskie.

### Programy informacyjne i magazyny
- Sportowy wieczór – program informacyjny będący 30-minutowym przedstawieniem wydarzeń dnia ze świata sportu. Prowadzą go Sylwia Dekiert, Maciej Jabłoński, Jacek Kurowski, Rafał Patyra, Marcin Rams i Piotr Sobczyński. Nadawany codziennie około godziny 22.00 (pora zależna od sportowych wydarzeń dnia). Program emitowany jest w wersji dla osób niesłyszących, tj. z tłumaczeniem na język migowy.
- Magazyn Piłkarski 4-4-2 – autorski magazyn Dariusza Szpakowskiego, który wraz ze swoimi gośćmi analizuje najważniejsze wydarzenia piłkarskie tygodnia. Program emitowany jest w wersji dla osób niesłyszących, tj. z tłumaczeniem na język migowy.
- Magazyn „GOL” – emitowany zazwyczaj w poniedziałkowe wieczory magazyn, który prowadzą Maciej Iwański i Rafał Patyra oraz Jacek Kurowski i Szymon Borczuch. W programie emitowane są skróty meczów zakończonej chwilę wcześniej kolejki Ekstraklasy. Analizy taktyczne, komentarze ekspertów czy wybór jedenastki kolejki.
- Odliczanie do EURO – magazyn dotyczący polskiej kadry. Nadawany jest w trakcie przerwy reprezentacyjnej.
- Retro TVP Sport – program przypominający najważniejsze transmisje w historii polskiego i światowego sportu. Pokazywane one są z oryginalnym komentarzem sprawozdawców TVP. Przed i po archiwalnej transmisji Przemysław Babiarz przybliża kulisy danego wydarzenia w rozmowie z ekspertem. Program emitowany jest we wtorki około godz. 20.
- Ring TVP Sport – magazyn prowadzony przez Piotra Jagiełłę poświęcony światowi sportów walki. W każdym odcinku w studiu jako gość pojawia się zawodnik, trener lub inny ekspert. Program nadawany jest w piątki około godz. 21.
- Stan Futbolu – autorski program Krzysztofa Stanowskiego emitowany w sobotnie przedpołudnia. Równocześnie emitowany jest na antenie Weszło FM i na kanale Weszło w serwisie YouTube. W programie toczone są rozmowy z gośćmi i ekspertami na temat piłki nożnej. Program jest nadawany w sobotę ok. 10:00 (pora zależna od sportowych wydarzeń dnia).
- Pełnosprawni – magazyn inny niż wszystkie. Wyjątkowy. Przybliża rywalizację osób niepełnosprawnych, które wygrywają, stając na starcie, gdy prawie wszystkim wydawało się, że są już przegrani.

## Wyróżnienia

### Dla TVP Sport
„Demes” – Nagroda Biznesu Sportowego w kategorii „Sportowy projekt medialny” za relacje z zimowych igrzysk olimpijskich Vancouver 2010 i Tour de Pologne 2011

„Laur Honorowy” – nagroda 28. Festiwalu Filmów i Programów Telewizyjnych w Mediolanie (Sport Movies & TV 2010) za multimedialny serwis internetowy vancouver.tvp.pl (dotyczący zimowych igrzysk), film „Droga Agaty” (poświęcony siatkarce Agacie Mróz; autor Bartosz Heller), program „Pełnosprawni” i film „Dzieci Mniejszego Księcia” (autor Zbigniew Rytel)

„Filmowy Laur” – nagroda IV Międzynarodowego Festiwalu Filmów i Programów Sportowych Gdynia 2010 za film „Droga Agaty” w kategorii Mistrzowie Sportu i „EUROexpress” wśród programów sportowych

3. miejsce podczas 2. Festiwalu Filmu i Sportu w Wałczu 2011 – za film „Krzysztof Wiłkomirski – najważniejsza walka” (autor Zbigniew Rytel)

Kryształowa Antena – nagroda Konkursu Złotych i Kryształowych Anten Świata Telekomunikacji i Mediów za obsługę telewizyjną Euro 2012

„Oczy Otwarte” i „Motyl 2014” podczas Europejskiego Festiwalu Filmowego „Integracja, Ty i Ja” – nagrody dla magazynu „Pełnosprawni”

### Dla dziennikarzy TVP Sport
Włodzimierz Szaranowicz – trzykrotny laureat Telekamery i Złotej Telekamery tygodnika „Tele Tydzień”, nagrodzony Wiktorem oraz Super Wiktorem Akademii Telewizyjnej, nagrodą im. Bohdana Tomaszewskiego Grand Press, Statuetką Demes w kategorii „Osobowość mediów” – Nagrodą Biznesu Sportowego, Złotym Kolcami i gwiazdą w Alei Gwiazd Sportu we Władysławowie; odznaczony Krzyżem Oficerskim Orderu Odrodzenia Polski

Dariusz Szpakowski – trzykrotny laureat Telekamery i Złotej Telekamery, nagrodzony Super Wiktorem i Statuetką Demes; odznaczony Krzyżem Kawalerskim Orderu Odrodzenia Polski

Maciej Kurzajewski – trzykrotny laureat Telekamery i Złotej Telekamery oraz nagrodzony Statuetką Demes

Przemysław Babiarz – trzykrotny laureat Telekamery i Złotej Telekamery oraz nagrodzony Statuetką Demes

Zbigniew Rytel – „Srebrny Wawrzyn Olimpijski 2012” – nagroda Polskiego Komitetu Olimpijskiego pod Honorowym Patronatem Ministra Kultury i Dziedzictwa Narodowego, medal „Pro Patria” – wyróżnienie przyznawane „za szczególne zasługi w kultywowaniu pamięci o walce o niepodległość Rzeczypospolitej Polskiej.” Jego produkcje były nagradzane na wielu festiwalach filmowych

## Internet

### Strona internetowa
Kanał posiada własny serwis internetowy – TVPSPORT.PL. Serwis należy do czołówki stron sportowych w Polsce. Dostarcza nie tylko najnowsze informacje, wywiady i analizy. Dzięki niemu można też bez dodatkowych opłat oglądać transmisje TVP Sport. Na stronie pokazywanych jest większość transmisji z anteny TVP Sport, ale również takie, które nie znajdą się w ramówce kanału. Witryna posiada również bogatą bazę materiałów VOD.
Na stronie TVPSPORT.PL znaleźć można również m.in. zarchwizowane transmisje telewizyjne magazyny tworzone przez dziennikarzy TVP Sport i felietony.

### Media społecznościowe
TVP Sport jest obecne również w mediach społecznościowych: na Facebooku, Twitterze, YouTube oraz Instagramie.

### Aplikacja mobilna TVP Sport
Od 2017 roku transmisje TVP Sport, treści VOD oraz artykuły są także dostępne w aplikacji mobilnej TVP Sport, która jest dostępna dla użytkowników urządzeń z systemami Android oraz IOS. 16 listopada 2020 roku udostępniona została nowa aplikacja mobilna TVP Sport, która umożliwia oglądać transmisje online, przeglądać newsy sportowe oraz personalizować ją pod swoje upodobania. Nowa aplikacja pozwala również na przesyłanie ekranu z aplikacji na ekran telewizora za pomocą AirPlay oraz Google Chromecast.

### Aplikacja na telewizory Smart TV
W czerwcu 2021 roku (przed rozpoczęciem Euro 2020) stacja udostępniła aplikację TVP Sport na telewizory ze Smart TV. Aplikacja dostępna jest do pobrania na telewizory LG (webOS), Samsung (Tizen), oraz innych markach telewizorów z systemem Android TV. W aplikacji dostępne są transmisje nadawane na żywo, skróty meczów, wywiady oraz szereg innych materiałów – nie tylko z piłki nożnej, ale również siatkówki, lekkoatletyki, koszykówki, hokeja, boksu oraz MMA.

## Logo[27]
Zmiany logotypów następowały ok. 6.00 rano.
| Data                                | Opis | Ilustracja |
| ----------------------------------- | --- | ---------- |
| 18 listopada 2006 – 31 grudnia 2009 | Logo TVP, a pod nim pomarańczowy, dynamiczny napis „SPORT”. |            |
| 1 stycznia 2010 – 11 stycznia 2014  | Podobne do poprzedniego. Logo TVP, a pod nim pomarańczowy napis „SPORT”. Na ekranie logo półprzezroczyste.                                                              |            |
| 12 stycznia 2014 – 10 czerwca 2021  | Logo TVP na pomarańczowym tle, pod nim pomarańczowy, pochylony napis „SPORT”. W wersji HD obok napisu dopisek „HD” w indeksie górnym. Na ekranie logo półprzezroczyste. |            |
| 11 czerwca 2021 –                   | Ciemnofioletowy prostokąt, w nim żółtolimonkowy napis „TVP SPORT”. Na ekranie sam napis w kolorze białym.                                                               |            |

W latach 2006–2009 logo na ekranie było prezentowane w wersji kolorowej. Od 2010 roku logotyp stacji na ekranie jest półprzezroczysty. Wyjątek stanowi okres żałoby narodowej, a także śmierci utytułowanych sportowców, kiedy logo przybiera kolor czarny, a od 2022 roku także obok niego pojawia się czarna wstążka. Żałobna wersja pojawiła się z powodu śmierci m.in. Ireny Szewińskiej, Diega Maradony, Bjorga Lambrechta (przy okazji wyścigu Tour de Pologne w 2019 roku), Kobego Bryanta, Ferdynand Grzeszczak, Ryszarda Szurkowskiego, Pelé, Leszka Jarosza i Franciszka Smudy.

## Dostępność

### TVP Sport w sieciach kablowych
Kanał TVP Sport dostępny jest w naziemnej telewizji cyfrowej, sieciach satelitarnych i kablowych w całej Polsce:

Naziemna telewizja cyfrowa – 32

Polsat Box – 18, 122, 307

Canal+ – 183

Orange – 113

UPC – 501 (Horizon/Kaon), 552 (Mediabox)

Vectra – 201

Multimedia – 130

Toya – 420

Netia – 68

Inea – 506

Telewizja Play – 508

### Parametry techniczne odbioru TVP Sport HD na satelicie[33]
Częstotliwość 11,449 GHz

Polaryzacja H

SR 27500

Satelita Hot Bird 13C (13° E)

FEC – 3/4

Kodowanie: Conax, Irdeto, Nagravision, Viaccess

Sieci DVB-C, DVB-S2, DVB-T2 i IPTV.